# ديك الجن
ديك الجن واسمه عبد السلام بن رغبان بن عبد السلام بن حبيب بن عبد الله بن رغبان بن مزيد بن تميم الكلبي الحمصي شاعر عربي عباسي، مولود في العام 161 هـ في مدينة حمص، وتوفي في العام 236 هـ.
وصل شعره مفرّقاً في كتب الأدب والنقد والتراجم، وقد تتبع الناقد (ابن وَكِيع التَنيسي) عندما ألف كتابه (المنصف في نقد الشعر) الذي درس فيه شعر المتنبي، [وفقًا لِمَن؟] وأعادها إلى مواطنها، فرأى أن ديك الجن من أهم المواطن التي سطا عليها المتنبي. وما ينطبق على ابن وكيع، ينطبق على (السريّ الرفّاء) في كتابه (المحبّ والمحبوبّ) الذي تناول فيه الخمر وأوصافها في الشعر.

## اسمه ومولده
ولد ديك الجن بمدينة حمص على نهر العاصي وفي واحد من أحيائها القديمة الذي يسمى اليوم (باب الدُريب)، واسمه عبد السلام بن رغبان لقب بديك الجن بسبب لون عينيه الأخضر وعاش في حمص حياته الحافلة التي امتدت قرابة خمسة وسبعين عاماً. تميّزت حياته بمراحلٍ ثلاث، حيث عاش ديك الجن في طفولته حياة عادية، لم يأبه بها أحد، ولم يكن ثمة ما يميزه عن أترابه، كما أن كتب التراث لا تذكر شيئاً عن طفولته. لقد أصاب هذه الطفولة من النسيان والتجاهل ما يصيب طفولة معظم المبدعين الذين لا يُلتفت إليهم إلا بعد ظهور مواهبهم وتأكُّدها. وما نستطيع الجزم به أن ديك الجن دُفع في طفولته إلى المساجد حيث المعلمون والعلماء، وحيث حلقات الدرس والبحث. ولقد انسحبت هذه الفترة على طفولته ومراهقته وصدر شبابه، لأن آراءه وشعره ينطقان بتحصيل كم وافر من مختلف علوم عصره.
ولقد سارت حياة عبد السلام، في مرحلة شبابه، على صورة واحدة لا تتخطاها ولا تحيد عنها، وكانت اللذة المادية في شتى أشكالها وألوانها هي المكوّن الأساسي لهذه الصورة. لقد انكب على اللذات انكباباً مطلقاً فأدمن معاقرة الخمر ومطاردة الفتيات والنساء والغلمان، جرياً وراء اللذة المادية الجسدية، ولم يعرف الحب الإنساني الذي ينهض على أساس من العواطف النبيلة والمشاعر الرقيقة. كان لقاء ديك الجن بورد حادثة معترضة في مسيرة حياته اللاهية العابثة، ولكن هذه الحادثة لم تـنقض بسلام، بل مرت في حياته مرور العاصفة العنيفة التي انقشعت بعد حين مخلّفة وراءها خراباً لا يُعَمَّر، وكسراً لم تجبره يد الأُساة. لقد أحدثت شرخاً عميقاً في قلب ديك الجن، واستمر هذا الشرخ المتفجّع ينـزف مرارة وفجيعة، صابغاً أيامه بلون الدم المُراق، فكان لا يرى إلا الحُمرة، وكان لا يحسّ إلا بالوجع المرّ، ولا ندري كم امتدّت آثار هذه العاصفة في حياة الشاعر، وإلى أيّ مدى بقيت طريّة مُعْوِلَةً في ذاكرته، ولكن من المؤكّد أنه لم ينسها بقية أيامه، وأرجح الظن، في رأيي، أن ورداً واحدةٌ من جاراته النصرانيات أحبها ديك الجن، وأحبته، فأسلمت على يديه، وتزوجها. ولا غرابة في ذلك، ومثل هذه الحادثة يقع كثيراً في مجتمعاتنا المتسامحة، ولكن الغرابة تنبع من النهاية المأساوية الفاجعة لهذا الزواج. لقد انتهى بمصرع (ورد) بسيف زوجها، العاشق الغيور، فكان هذا الزواج وما رافقه من قصة حب فوّارة بالعواطف الإنسانية، ثم ما استتبعه من قتل مأساويّ، حدثاً فريداً في تاريخنا الأدبي.)، ويضيف المؤلف (عاش ديك الجن في أوساط أسرة متعلمة معروفة، تقلّب بعض رجالها في أعمال الدولة، كما أسلفت، فكان من الطبيعي أن يُدفع الصبي إلى المسجد، حيث حلقاتُ الدرس ومجالسُ العلماء. وفي المسجد تَلَقَّى علوم عصره، فوعى علوم اللغة والأدب والدين والتاريخ، وحصّل كَمّاً جيّداً من المعارف، كان موضع فخره، فهو يقول:
ولقد انصبّ اهتمام ديك الجن على اللغة والأدب والتاريخ، وكان له منها مكوّناتٌ ثقافية ممتازة، ظهرت بوضوح في شعره. فوعيه لعلوم اللغة جعله مالكاً لناصيتها، قادراً على التصرّف بها، واستيعاب مفرداتها، وتوظيف دلالاتها المعنوية لإبراز أفكاره ومعانيه، مع سلامة من اللحن، وقدرة على ترتيب المفردات في أنساق لغوية سليمة، تجري على سنن العرب. كما قرأ ما وصل إلى عصره من آداب العرب السالفين، ووقف طويلاً عند الشعر الجاهلي عامّة، وشعر الصعاليك خاصة. وقد أعجب بالصعاليك وفلسفتهم القائِمة على التمرّد والرفض، بل لقد فاق صعاليك الجاهلية في تمرّده ورفضه، فرأى فيهم أطفالاً رُضّعا إذا ما قيسوا به. فهو القائل يصف نفسه:
لقد عاش ديك الجن قمة الثقافة والازدهار الحضاري في العصر العباسي، وكان على الشاعر أن يكون مثقفاً، مُلِمّاً بفنون عصره وعلومه، ليتمكن من السير في زحمة حركات الإبداع والتجديد، وقد استطاع أن يكون واحداً من شعراء عصره المثقّفين المبدعين والمجدّدين. ولا يخفى على العارفين التطوّرُ الكبير الذي وصل إليه فنّ الموسيقى في زمنه، وما استتبعه من تطور في فنّ الغناء، وانتشار المغنيّن والمغنيّات من كلّ لون وجنس.لقد خطّ هذا الفن لنفسه طرقاً واضحة المعالم، وكان له علماؤه ومجيدوه، وكان لـه عشاقه ومؤيدوه. وديك الجن واحد من عشاق الغناء والموسيقى، فالشعر والموسيقى فنّان متواشجان، وهما جناحا الغناء، وبهما ينهض، كما أنّ موسيقى الشعر عنصر هام من عناصر بنائه الفنيّ. أقبل ديك الجن على الغناء إقبال المشارِك المبدع، فتعلم العزف، وأتقن قواعد الغناء، ولقد غدا ما تعلمّه في هذا الباب، جزءاً من مكوّناته الثقافية والفنية. كان حسن الصوت، مجيداً للضرب (بالطُّنْبُور)، وكان يتغنّى بشعره، لنفسه، أو لندمائه الذين كانوا يتحلّقون حوله في مجالس الشراب، فيلتذّ بشعره وغنائه، ويلتذّ بما يحدثه من إعجاب في نفوس سامعيه).
إن تشيّع ديك الجن لا يعني أنه كان إنساناً متديّناً، مطبقاً لما أمر به الإسلام أو نهى عنه، لقد كان هناك انفصال تامّ بين انتمائه السياسي ومواقفه الدينية. يقول أبو الفرج على لسان ابن أخي ديك الجن: «كان عمّي خَليعاً ماجناً». (أما (تشكّكه) بوجود اليوم الآخر والحساب، فقد اتّخذ طابعاً أكثر حدّة، وصل به إلى الانفجار والتصريح بعدم إيمانه بالقيامة والبعث. وربما كانت هذه الحدّة نابعة من التمرّد والتحدّي، والتصدي للوعّاظ الذين يلاحقونه في كل مكان، مذكّرين بالموت والحساب، والجنة والنار. إنه في البداية يجنح إلى مناقشتهم مناقشة تنطوي على الكثير من الاضطراب والقلق والتردّد والشك، فإذا كانوا كاذبين في ادّعائهم بوجود الحياة الآخرة، فقد أَمِنَ ونجا من العقاب عمّا اقترفه من آثام، أما إذا صدقوا فإنه سينجو أيضاً، لأن الله هو الذي ابتلاه بهذه الآثام، وهو الذي سيسامح ويعفو، وما ذنبه فيما قدّر الله لـه ؟! ثم ينفجر بغتة، معلناً عدم إيمانه بالقيامة، قائلاً:
إن هذا التصريح وأمثاله دفع الناس إلى اتهامه بالإلحاد (على أنّ من أطرف المواقف من ديك الجن ومعتقده، موقفَ أبي العلاء المعري الذي كان متعاطفاً مع أخيه في الشعر، ولذلك فقد منحه البراءة من تهمة الإلحاد. يقول في (رسالة الغفران): " ورأى بعضهم عبدَ السَّلامِ بنَ رغبانَ المعروف بديك الجن في النوم، وهو بحُسن حال، فذكر له الأبيات الفائية التي فيها:
أي الهَلاك. فقال: كنت أتلاعبُ بذلك ولم أكن أعتقدُه.) وعندي ملاحظة لغوية هنا: إن كان السواف جمع سافٍ فالمعنى هو الغبار مع الرياح القوية وهو السافِ، ومن معاني السوافِ الحوادث والهلاك.
من المنطق المفهوم أن ندرك خوف الشاعر من الحكومة لأنه ناصرَ المعارضة الشيعية، لكن خوفه المرأة والشك فيها! (ولكن الاستغراب ينتفي، والدهشة تزول إذا عرفنا أن خوفه نابع من هذه المعرفة الكثيرة للنساء. إن هذه المعرفة وَلَّدت في نفسه الشَّكَ بوفاء المرأة أو قدرتها على الوفاء) كما كتب الحجي. يبدوا لي أنه بسبب عصيانه وإدمانه لم يعرف الفاضلات. وعرف الكثير من الساقطات وبنات الهوى والمال والموال، وأهل مجالس المجون والخمر، وما إلى ذلك. (لم تكن لديك الجن علاقات واسعة برجالات عصره، فهو لم يبرح بلاد الشام قطّ، كما تقول معظم كتب التراث، وأغلب الظنّ أنه قضى معظم أيام حياته في مدينة حمص وسط سورية، ولم يَفِدْ على بلاطات خلفاء الدولة أو وزرائه وأمرائه، لأنه لم يكن شاعراً مدّاحاً متكسّباً بشعره) ربما لتوجهه السياسي ومزاجه النفسي وظروفه. ورغم ذلك كان معروفا بالشعر ومشهورا بالمجون.
ومن شعره المقتطفات التالية:
وأيضا:
وأيضا:
وقبل ختم هذه المقالة أود أن أضيف لما كتبه الحجي ما كتبه بعض القدماء مثل ياقوت الحموي صاحب معجم الأدباء من قول (أبو تمام:
وعليه وقع المتنبي وسبق إلى ذلك ديك الجن أيضاً في قوله:
وأبيات المتنبي أمثل من الجميع إذا تركت العصبية.) وذكر النويري صاحب نهاية الأرب في فنون الأدب (ومما قيل في الخمر إذا مزجت بالماء، قول أبي نواس:
ومنه أخذ ديك الجن فقال:
)
وبغض النظر عن من سبق فشعر ديك الجن في رائي أفضل ووصفه أجمل. وأورد الدميري صاحب حياة الحيوان الكبرى (وديك الجن لقب لأبي محمد بن عبد السلام الحمصي الشاعر المشهور من شعراء الدولة العباسية، كان يتشيع تشيعاً حسناً وله مراث في الحسين، وكان ماجناً خليعاً عاكفاً على القصف واللهو متلافاً لما ورثه. مولده سنة إحدى وستين ومائة وعاش بضعاً وسبعين سنة، وتوفي في أيام المتوكل سنة خمس أو ست وثلاثين ومائتين. ولما اجتاز أبو نواس بمدينة حمص في الشام قاصداً مصر لامتداح الخصيب، جاءه إلى بيته فاختفى منه، فقال لامته: قولي له: اخرج فقد فتنت أهل العراق بقولك:
فلما سمع ذلك ديك الجن خرج إليه واجتمع به وأضافه.) وكتب ابن وكيع التنيسي صاحب المنصف للسارق والمسروق منه (وقال المتنبي:
أخذه من قول ديك الجن:
فالمعنى المعنى ولكن لأبي الطيب زيادة وهي من تمام الكلام، وهي قوله: (فكنت الذّائبا) وهي مليحة يستحق بها الجزالة ما أخذ.)

## إشارات مرجعية
1. ↑  بوَّابة الشُعراء (بالعربية والإنجليزية)، QID:Q106776388
2. ↑  مستدرك أعيان الشيعة - السيد حسن الأمين - المجلد الثاني - صفحة 157
3. ↑  خير الدين الزركلي (2002)، الأعلام: قاموس تراجم لأشهر الرجال والنساء من العرب والمستعربين والمستشرقين (ط. 15)، بيروت: دار العلم للملايين، ج. الرابع، ص. 5، OCLC:1127653771، QID:Q113504685